# 입헌양정회
입헌양정회(일본어: 立憲養正會 릿켄요세이카이[*])는 일본 제국의 국수주의 종교정당이었다. 초대 총재이자 설립자는 다나카 지가쿠로, 다나카의 재가불교 종교단체 국주회의 자매단체, 정치부문 격이었다. 현재도 조직 자체는 살아 있다.

## 이념과 당명
다나카는 1903년(메이지 36년) 니치렌을 중심으로 “일본국은 우내(宇内)를 영적으로 통일해야 하는 천직을 가진다”는 의미에서, 『일본서기』 권제3 진무즉위전기의 구절을 전거로(掩八紘而為宇) “팔굉일우”를 제창하고, “국립계단”의 설립을 호소했다. “양정”이라는 말도 “팔굉”을 가져온 구절과 같은 구절에서 비롯된 것이다下則弘皇孫養正之心). 그래서 다나카 지카쿠는 “양정의 회홍(恢弘)”이라는 문화적 행동이 일본 국민의 사명이라고 호소했다. 이런 이념은 이미 1913년(다이쇼 2년) 3월 11일 발행된 국주회 기관지 『국주신문』의 기사 「진무천황의 건국」에서 언급되었다.

## 역사
1923년(다이쇼 12년) 11월 3일, 다나카 지카쿠가 창설하고 초대 총재가 되었다. 1929년(쇼와 4년)에 지카쿠의 차남 다나카 다쿠지가 총재가 되면서 정치단체색이 강화되었다. 이에 따라 “중의원 다수석을 확보하여 합법적으로 천황의 대명을 받드는 국체주의 정치를 흥립하는 것”을 목표로 각종 선거에 후보를 내보냈다. 전성기에 회원 수는 약 30만 명이었다. 1936년 제19회 총선거에 7명을 공천하여 전원 낙선했으나, 같은 해 나가노 4구 보궐선거에서 입후보한 다나카 고가 당선되어 제국의회 의석을 얻었다. 1937년 제20회 총선에서 다나카 고가 재선되었고, 지방의회나 농회에는 전성기에 100명 넘는 의원들이 소속되어 일정한 세력을 확보했다. 
그러나 입헌양정회의 일련주의는 당시 고노에 후미마로 등이 주도하던 신체제운동과 양립할 수 없는 것이었고, 1940년(쇼와 15년) 대정익찬회가 결성될 때 입헌양정회는 참여하지 않았다. 이후 신체제운동과 대정익찬회에 대한 비판을 계속함에 따라 1942년 3월 17일 결사불허 처분을 받고 해산되었다. 1942년 익찬선거에는 다나카 고를 비롯한 회원 37명이 무소속으로 입후보했으나 모두 낙선했다.
제2차 세계대전 패전 이후인 1946년 3월 7일 재건되었다. 다나카 다쿠지  총재는 공직추방을 당했으나, 1947년 제23회 총선거에서 사이토 아키라가 후쿠시마 3구에서 당선되었다. 이로써 양정회는 전전과 전후에 공히 의석을 획득한 경험이 있는 유일한 정당이다.
일본국헌법이 시행된 이후인 1949년 제24회 총선거에서도 홋카이도 1구에서 우라구치 데쓰오가 당선되어 1석을 획득했다. 우라구치는 1950년 3월 8일 외무위원회에서 북방영토는 일본 고유의 영토인데 소련에 의해 일본인 주민들이 내쫓긴 것은 이상하다고 국회에서 질의했다. 또한 파괴활동방지법은 원안은 기권, 수정안은 반대표를 던지는 등의 의정활동을 했다.
이후에도 총선거에 후보를 계속 내보냈으나, 기성정당들의 재편이 진행되면서 의석을 얻을 수 없게 되었다. 55년 체제가 성립하자 점차 선거로부터 멀어져 갔고, 1983년 제37회 총선거에서 오가와 지카라가 도쿄 제11구에 입후보한 것을 끝으로 국정선거 입후보가 끊겼다.
현재는 천황에게의 “주권봉환”, 교육칙어 부활, 일본국헌법 폐기 등을 주장하고 있다. 